# Grad Limassol
Srednjeveški grad Limassol (grško Κάστρο Λεμεσού, turško Limasol Kalesi) stoji v bližini starega pristanišča v središču zgodovinskega središča mesta Limassol. Grad, kakršen je videti danes, je stavba, obnovljena okrog leta 1590 v obdobju osmanske vladavine.

## Zgodovina
Arheološke preiskave znotraj gradu so pokazale, da je bil zgrajen nad zgodnjekrščansko baziliko (4–7. stoletje n. št.) in srednjebizantinskim spomenikom (10.–11. stoletje n. št.). Druge najdbe pod gradom pričajo o obstoju pomembne cerkve, morda prve stolnice v mestu.
Po besedah Etienna Lusignana je prvotni grad postavil Guy de Lusignan leta 1193. Prva uradna omemba utrdbe sega v leto 1228, med vpletenostjo Friderika II. v zadeve na Cipru. Od postavitve do začetka 16. stoletja so škodo povzročali nenehni napadi Genovežanov in Mamelukov na mesto ter potresi, ki so se izmenjevali z obnovami in rekonstrukcijami.
Leta 1538 so Osmani zavzeli Limassol in grad. Beneški guverner Cipra se je po ponovnem zavzetju gradu odločil, da ga poruši, da bi se izognil njegovemu morebitnemu zasegu. To uničenje je bilo dokončano v letih 1567–68. Po osmanski osvojitvi Cipra leta 1576 so ostanke ali dele ostankov gradu vključili v novo osmansko utrdbo, dokončano leta 1590, ki je bila precej okrepljena. Podzemna komora in prvo nadstropje sta bila spremenjena v zaporne celice in sta ostala v uporabi do leta 1950.
Po izročilu se je tukaj Rihard I. Levjesrčni poročil z Berengarijo Navarsko in jo leta 1191 okronal za angleško kraljico.

## Arheološki muzej Limassol
Arheološki muzej Limassol je občinski muzej v mestu Limassol na Cipru. Je v novi stavbi severno od živalskega vrta in dokumentira zgodnjo kulturno zgodovino okrožja Limassol od neolitika do konca vzhodnega rimskega cesarstva.
Muzej je bil ustanovljen v gradu Limassol leta 1948, vendar je bil med spopadi leta 1963 zaprt za nedoločen čas.
Številne arheološke najdbe, ki so prišle na dan med širitvijo mestnega območja, so dale razlog za potrebo po razširitvi. Leta 1972 se je začela gradnja novega muzeja, ki je na priročni lokaciji približno dva kilometra severovzhodno od gradu. Stavba je bila slovesno odprta leta 1975. Od takrat je v gradu, ki je bil delno prezidan in se danes predstavlja kot pod osmansko oblastjo, srednjeveški muzej, ki kronološko sledi Arheološkemu muzeju.

## Srednjeveški grajski muzej
V pritličju in nadstropju ter zunaj so razstavljeni različni zgodnjekrščanski, bizantinski, frankovski, beneški in osmanski predmeti in ostaline..

## Galerija
- Vzhodna fasada
- Notranjost
- Notranjost
- Osmanska miniatura prikazuje izkrcanje osmanskih vojakov v gradu Limassol med osmanskim osvajanjem Cipra v letih 1570–71
- Tloris 1918